# Бела Пехан
Адалберт Бела Пехан (Врбас, 10. децембар 1906 — Титов Врбас, 30. септембар 1986) био је српски академски сликар и професор из Врбаса.

## Биографија
Отац му је био Јожеф Пехан, познати сликар из Врбаса, а мајка Тереза. У Бечу је студирао медицину, али је, по узору на свога оца, уписао Академију у Минхену. На Академији је дипломирао 1930. године. Поред сликарства, бавио се и педагошким радом. Био је професор у гимназији „Жарко Зрењанин” у Врбасу. Био је члан Удружења ликовних уметника Војводине од 1968. године.
Добитник је „Октобарске награде” за 1972. годину у Врбасу и награде Ликовног салона Дома Културе у Врбасу.
Умро је 1986. године.

## Стваралачки рад
Још као студент, излагао је са „независним уметницима Војводине” 1928. у Врбасу. То му је био други наступ пред публиком јер је први пут излагао још 1913. године, као дечак, по избору оца. Самостално је излагао 1930. у Штутгарту. Од тада је излагао самостално или у групи, у градовима у Војводини, Немачкој и Мађарској. Бавио се примењеном графиком и цртао карикатуре, скице и планове за сцену аматерског позоришта у Врбасу. Активно је излагао са ликовним педагозима Војводине.
Године 1955, укључио се у рад Уметничке колоније у Бечеју. Тада почиње други период његовог стваралаштва, означен варијацијама на тему врба.
Атеље Беле Пехана је био у Врбасу, у улици Иве Лоле Рибара број 34.

## Галерија
- „Гладна деца”
- „Моја супруга”
- „Хипокрити”
- „Археолошко ископавање”
- „Смрт је пратилац живота”
- „Музика која убија”
- „Живот је пролазан”
- „Жена са црвеним турбаном”
- „Мртва природа”
- „Пореч”
- „Месечина”
- „Пејзаж”
- „Путоказ у равници”
- „Улица у Поречу”
- „Путоказ у равници 2”
- „Конопља”
- „Мртва природа”
- „Полуакт”
- „Мотив врба”
- „Усамљена кућица 1”
- „Салаш”
- „Портрет Белине супруге”
- „Поглед”
- „Композиција”
- „Усамљена кућица”
- „Усамљена кућица 1”
- „Космичка игра”
- „Невина сам”
- „Ваза са цвећем”
- „Ваза са цвећем 1”
- „Ленка”
- „Портрет”
- „Путоказ у равници”
- „Пејзаж”
- „Пејзаж”
- „Пејзаж”
- „Пејзаж Војводине”
- „Четири пласта у равници”
- „Њиве”
- „Салаш”
- „Путоказ крај житног поља”
- „Пејзаж под облацима”
- „Композиција”
- „Кукурузовина”
- Страшна шума
- „Портрет старца у шеширу”
- „Аутопортрет”
- „Портрет оца”
- „Девојчица”
- Аутопортрет
- Кровови